# Florian Auer
Florian Auer (Innsbruck, 11 juni 1994) is een Oostenrijks skeletonracer. Auer is de zoon van voormalig wereldkampioen skeleton Christian Auer en broer van Alexander Auer.

## Carrière
Auer maakte zijn wereldbekerdebuut in het seizoen 2015/16 waar hij een 38e plaats behaalde. De volgende seizoenen behaalde hij soortgelijke resultaten, tot in het seizoen 2018/19 waar hij als 10e eindigde. In het seizoen 2019/20 werd hij 18e.
Hij nam in 2016 deel aan het wereldkampioenschap waar hij 17e eindigde. In 2019 werd hij 18e en het jaar erop opnieuw 17e.

## Resultaten

### Wereldkampioenschappen
| Jaar | Plaats    | Resultaat                        |
| ---- | --------- | -------------------------------- |
| 2016 | Igls      | 17e Individueel                  |
| 2019 | Whistler  | 18e Individueel                  |
| 2020 | Altenberg | 17e Individueel 13e Gemengd team |
| 2021 | Altenberg | 9e Individueel 6e gemengd team   |

### Wereldbeker
Eindklasseringen
| Seizoen   | Rang |
| --------- | ---- |
| 2015/2016 | 38e  |
| 2016/2017 | 24e  |
| 2017/2018 | 34e  |
| 2018/2019 | 10e  |
| 2019/2020 | 18e  |
| 2020/2021 | 11e  |
| 2021/2022 | 28e  |
| 2022/2023 | 12e  |